# Damn Yankees (band)
Damn Yankees waren een Amerikaanse superband.

## Bezetting
- Tommy Shaw (zang, gitaar)
- Jack Blades[4] (zang, e-basgitaar)
- Ted Nugent (zang, gitaar)
- Michael Cartellone (drums, zang)

## Geschiedenis
De rockband werd in 1989 geformeerd door bassist Jack Blades (Night Ranger), Tommy Shaw (Styx), Ted Nugent en Michael Cartellone, de huidige drummer van Lynyrd Skynyrd. De band is vernoemd naar de musical Damn Yankees. Het titelloze debuutalbum werd uitgebracht op 22 februari 1990 en plaatste zich in februari 1991 in de Amerikaanse albumhitlijst, nadat de derde single High Enough in januari van het jaar #3 bereikte in de Billboard Hot 100 en de verkoopcijfers voor de albums daardoor aantrokken. In 1994 behaalde het album de dubbele platina-status.
Na het uitbrengen van het album ging de band anderhalf jaar op wereldtournee. Nummers van het album werden gebruikt in de soundtracks van de speelfilms Valkenvania - The Wonderful World of Madness en Gremlins 2 - The Return of the Little Monsters. In 1992 werd hun tweede album Don’t Tread uitgebracht, dat nog steeds de gouden status behaalde, maar slechts half zo goed verkocht als zijn voorganger. Daarna concentreerden de muzikanten zich voornamelijk op hun solocarrière of gingen ze terug naar hun oorspronkelijke bands. In 1998 vonden studio-opnamen plaats voor een gepland derde album, maar dat kwam niet uit. De band bracht in 2002 het best-of album Essentials uit. In januari 2010 kwamen de muzikanten samen op de NAMM-muziekbeurs in Anaheim en speelden ze de Damn Yankees-nummers Coming of Age en High Enough na een optreden van Night Ranger, evenals Ted Nugents hit Cat Scratch Fever.

## Discografie

### Singles
- 1990:	High Enough
- 1990: Coming of Age
- 1991:	Come Again
- 1992:	Where You Goin' Now
- 1993:	Silence Is Broken

### Albums
- 1990:	Damn Yankees
- 1992:	Don't Tread

### Compilaties
- 2002:	The Essentials
- 2003:	High Enough and Other Hits
- 2008:	Extended Versions